# Patrizio Prata
Patrizio Prata (Milano, 2 febbraio 1972) è un doppiatore, dialoghista e direttore del doppiaggio italiano, appartenente all'ADAP (Associazione Doppiatori Attori Pubblicitari).

## Carriera
Tra i personaggi dei cartoni animati più noti che ha doppiato: Cho Hakkai in Saiyuki - La leggenda del demone dell'illusione, Gatsu in Berserk, Kenshin Himura in Rurouni Kenshin, Akitaru Obi in Fire Force, Len Tao in Shaman King, Marik Ishtar in Yu-Gi-Oh!, Jaden Yuki in Yu-Gi-Oh! GX, Kaname Kuran in Vampire Knight, Orphen in Lo stregone Orphen, Goten (adulto) in Dragon Ball Z, Dragon Ball GT e Dragon Ball - La saga, C-17 in Dragon Ball Z e Dragon Ball Super, Tracey Sketchit in Pokémon, Akira Sendoh in Slam Dunk, Keroro nell'omonimo anime, Kabuto Yakushi in Naruto, Roronoa Zoro in One Piece, Tanker in Superhuman Samurai, Geronimo Stilton nell'omonima serie animata e Dante Vale in Huntik. Inoltre, a partire dal 2021, è la voce ufficiale di Larry l'aragosta nel franchise di SpongeBob.
Dal 2005 è direttore del doppiaggio. 
È inoltre vincitore del Premio per il "Miglior doppiaggio maschile di un cartone animato" attribuito dal pubblico al Gran Galà del Doppiaggio del Romics 2007.
Dal 1998 al 2018 è stato lo speaker ufficiale di Disney Channel, mentre dal 2020 è speaker ufficiale di HGTV.
Dal 2021 è stato lo speaker ufficiale di DS Automobiles.
Dal 2024 è uno degli speaker ufficiali di Disney +

## Doppiaggio

### Film
- Owen Wilson in Brivido biondo
- James Lafferty in S. Darko
- Rob Brown in Live! - Ascolti record al primo colpo
- Nick Frost in L'alba dei morti dementi
- Chems Dahmani in Frontiers - Ai confini dell'inferno
- Knut Berger in Camminando sull'acqua
- Jun Kaname in Kyashan - La rinascita
- Rafe Spall in The Calcium Kid
- Hale Appleman in Denti
- The Miz in Il piccolo aiutante di Babbo Natale
- Aditya Pancholi in Ram Shastra
- Ryan Alosio in Dark Wolf
- Kyle Jordanin in Il potere del male
- Michael Lutzin in Leeches!
- Michael Jefferson in Sheer - I sogni finiscono all'alba
- Ronnie Gene Blevinsin in Birth Rite
- Tom Frederic in Wrong Turn 3 - Svolta mortale
- Stephan Wolfert in Day of the Dead 2: Contagium
- Michael Teigen in The House of the Dead 2 - Uccidili... prima che uccidano te
- Benoît Magimel in Effroyables jardins - I giardini crudeli della vita
- Stéphane Metzger in Finché nozze non ci separino
- Jean-Benoît Ugeux in Le Fidèle - Una vita al massimo
- Aaron Kwok in China Strike Force
- Anthony Griffith in La donna cervo
- Lachlan Nieboer in Prigionieri del ghiaccio
- Manu Fullola in The Nun
- Peter Ho in The Call 2
- Ugyen Norbu Lhendup in Lunana - Il villaggio alla fine del mondo
- Kazuki Kitamura in Azumi 2
- Lee Beom-soo in The City of Violence
- Stefano Colombelli in Si Nightmare
- Stephan Luca in Blame the Game
- Alexander Karim in Due fuori pista 2

### Film d'animazione
- Roronoa Zoro in One Piece - Per tutto l'oro del mondo, One Piece - Avventura all'Isola Spirale, One Piece - Il tesoro del re, One Piece - Trappola mortale, One Piece - La spada delle sette stelle, One Piece - L'isola segreta del barone Omatsuri, One Piece - I misteri dell'isola meccanica, One Piece - Un'amicizia oltre i confini del mare, One Piece - Il miracolo dei ciliegi in fiore, One Piece - Avventura sulle isole volanti, One Piece 3D - L'inseguimento di Cappello di Paglia, One Piece Film: Z, One Piece Gold - Il film, One Piece Stampede - Il film, One Piece Film: Red
- Pegasus in I Cavalieri dello zodiaco - La dea della discordia (secondo doppiaggio), I Cavalieri dello zodiaco - L'ardente scontro degli dei (secondo doppiaggio), I Cavalieri dello zodiaco - La leggenda dei guerrieri scarlatti (secondo doppiaggio), I Cavalieri dello zodiaco - L'ultima battaglia (secondo doppiaggio)
- Terry Bogard in Fatal Fury: La leggenda del lupo famelico, Fatal Fury 2 - La sfida di Wolfgang Krauser, Fatal Fury: The Motion Picture
- Tracey Sketchit in Pokémon 2 - La forza di uno, Pokémon 3 - L'incantesimo degli Unown
- Toshiro Hijikata in Gintama the Movie: A New Translation - Capitolo di Benizakura, Gintama the Movie: Capitolo finale - Tuttofare per sempre, Gintama the Movie: The Final
- Fergus in Pokémon il film - Mewtwo contro Mew, Pokémon: Mewtwo colpisce ancora - L'evoluzione
- Byakuya Kuchiki in Bleach: Memories of Nobody, Bleach: The DiamondDust Rebellion
- Dohko di Libra in I Cavalieri dello zodiaco - Le porte del paradiso
- Eric Staufer in Scooby-Doo e il viaggio nel tempo
- Ronnie in Il barbiere del Re
- Tank in I nove cani di Babbo Natale
- Daniel Illiwara in Scooby-Doo e la leggenda del vampiro
- Alejo Otero in Scooby-Doo e il terrore del Messico
- Squeak in L'incredibile avventura del Principe Schiaccianoci
- Muk in Balto - Sulle ali dell'avventura
- Jack Walker in Pokémon Ranger e il Tempio del Mare
- Don Chisciotte in Donkey Xote
- Goten adulto in Dragon Ball Super: Super Hero
- Shiro Eda in Harmagedon - La guerra contro Genma
- Ryo Sakazaki in The Art of Fighting: L'occhio di Sirio
- Kyoya Izayoi in Demon City Shinjuku, la città dei mostri
- Yu Ominae in Spriggan
- Genya Domoto in Detective Conan - La musica della paura
- Kabuto Yakushi in Naruto Shippuden - Il maestro e il discepolo
- Gilgamesh in Fate/stay night: Heaven's Feel - I. presage flower
- Pee-Wee in La grande caccia all'Uovo di Pasqua
- Narsel in La leggenda di Crystania
- Shishimaru in Il leone nero
- Tre Saggi in Doraemon - Il film: Nobita e l'Utopia celeste
- Yusaku Kudo e Shuichi Akai in Detective Conan: Episode "One" - Il detective rimpicciolito
- Luminares in Dragonix - Il sigillo di smeraldo
- Flect Turn in My Hero Academia: World Heroes' Mission
- S.Ten. Jean Havoc in Fullmetal Alchemist - The Movie: Il conquistatore di Shamballa
- Tetsuro Kuroo in Haikyu!! Battaglia all'ultimo rifiuto
- Larry l'aragosta in Saving Bikini Bottom
- Caspond Bessarez in Overlord - Il film: Capitolo del Santo Regno

### Speciali televisivi animati
- C-17 del futuro in Dragon Ball Z - La storia di Trunks (ridoppiaggio)
- Narratore e Roronoa Zoro in Monsters: 103 Passioni Inferno del Dragone

### Serie televisive e film TV
- BooG!e in iCarly
- David Lewis in Un regalo speciale
- Eddie Cahill in Under the Dome
- David Schwimmer in Piccoli brividi
- Brett Cullen in Lost
- Casper Van Dien in Watch Over Me
- Myles Pollard in Le sorelle McLeod
- Ken Jeong in Community
- Art Chudabala e Ron Bottitta in Alias
- Terry Chen in Continuum
- Yul Vazquez in Midnight, Texas
- Danny Slavin in Power Rangers Lost Galaxy
- Harlys Becerra in Vis a vis - Il prezzo del riscatto
- Grayson Berry in Cobra Kai[1]
- Adam Stephenson in The Purge
- Ben Lawson in Tredici
- Daniel Franzese in Conviction
- Selton Mello in La forza del desiderio
- Alejo Ortiz in Batticuore
- Chico Carvalho in Terra nostra 2 - La speranza
- Carlos de Austria in Una vita
- Alexej Manvelov in Stockholm Requiem
- Kevin Castro in Superhuman Samurai
- Samuel Streiff in Il becchino
- Richard Nason in 4 tatuaggi per un super guerriero
- Matt Mullins in Kamen Rider: Dragon Knight
- Stefan Kollmuss in Frieden - Il prezzo della pace

### Programmi TV
- Bob Harper in The Biggest Loser
- Dan Savage in Prof. Sex
- Voce fuori campo in Love Snack
- Richard Rawlings in Fast N' Loud

### Serie animate
- Marius Pontmercy in Il cuore di Cosette
- Roronoa Zoro e Jigoro in One Piece
- Akitaru Ōbi in Fire Force
- Kabuto Yakushi in Naruto e Naruto: Shippuden
- Goten adulto in Dragon Ball Z e Dragon Ball GT
- C-17 in Dragon Ball Z e Dragon Ball Super
- Bun (ep. 40) e C-17 del futuro in Dragon Ball Z
- Lezik in Dragon Ball GT
- Professor Tanaka (Professor Zed) in Rossana
- Marik Ishtar, Bruchido Haga e Mahad in Yu-Gi-Oh!
- Jaden Yuki in Yu-Gi-Oh! GX
- Jack Atlas in Yu-Gi-Oh! 5D's e Yu-Gi-Oh! Arc-V
- Gauche/ Nistro in Yu-Gi-Oh! Zexal
- Benkei in Beyblade Metal Fusion
- Geronimo Stilton in Geronimo Stilton
- Kenshin Himura in Kenshin il Vagabondo: Memorie del passato
- Ghiotto in Hamtaro
- Goemon Ishikawa XIII in Lupin III - Una storia senza fine
- Kyoichi Kanzaki in Boys Be
- Dante Vale in Huntik - Secrets & Seekers
- Superman/Clark Kent in Justice League, Justice League Unlimited e Batman: The Brave and the Bold
- Fujio Kashikoi in Magica Doremì
- Cho Hakkai in Gensoumaden Saiyuki
- Gatsu in Berserk
- Gaoshun in Il monologo della speziale
- Len Tao in Shaman King
- Orphen in Lo stregone Orphen
- Tracey Sketchit e Butch in Pokémon
- Akira Sendoh in Slam Dunk
- Keroro in Keroro
- Luke Valentine in Hellsing
- Imperatore Neo in Nadia - Il mistero della pietra azzurra (doppiaggio DVD)
- Jack in Mad Jack
- Brooklyn in Beyblade
- Kaname Kuran in Vampire Knight
- Larva in Vampire Princess Miyu
- Yukito Tsukishiro/Yue in Card Captor Sakura
- Ginta in Piccoli problemi di cuore
- Matt in W.I.T.C.H.
- Nolan Kasenti in Ghostforce
- Ermes, Camillo in Un fiocco per sognare, un fiocco per cambiare
- Jean Havoc in Fullmetal Alchemist
- Carlo in Let's & Go - Sulle ali di un turbo
- Tom in Dragon Quest: The Adventure of Dai
- Romualdo in Fantaghirò
- Jack Rabbit in T.U.F.F. Puppy
- David e James in Totally Spies! - Che magnifiche spie!
- Ogron in Winx Club
- Ed Wuncler III in The Boondocks
- TJ in Cortili del cuore
- Occhio di falco in Sailor Moon e il mistero dei sogni
- Pluie (Dark) in Wedding Peach - I tanti segreti di un cuore innamorato
- Kyosuke Date in Soul Taker
- Abel Nightroad in Trinity Blood
- Yuhi Aogiri in Ayashi no Ceres
- Sakyo in Yu Yu Hakusho
- Ferio in Magic Knight Rayearth e Rayearth - Il sogno di Emeraude
- Sirius De Alisia in Aquarion
- Mark (Masaya Aoyama) in Mew Mew - Amiche vincenti (1^voce) (2002)
- Shintaro Momomiya in Mew Mew - Amiche vincenti (2^voce) (2023)
- Alan in Lisa e Seya un solo cuore per lo stesso segreto
- Asuma Shinohara in Patlabor
- Quatre Rarerba Winner in Gundam Wing
- Valgarv in Un incantesimo dischiuso tra i petali del tempo per Rina
- Taro Mitsuki in Mermaid Melody - Principesse sirene
- Shining Armor in My Little Pony - L'amicizia è magica
- Sveglia in Dr. Slump[2] (2° doppiaggio, serie 1980/86)
- Tōga Kiryū in Utena la fillette révolutionnaire
- Slamm in Street Sharks - Quattro pinne all'orizzonte
- Larry l'aragosta in Spongebob (st. 13+), Kamp Koral - SpongeBob al campo estivo, Lo show di Patrick Stella
- Potty il pappagallo in Spongebob (st. 13+)
- Nonna Tentacolo in Lo show di Patrick Stella
- Karasu e Noein in Noein
- Mark Jones in Sorriso d'argento
- Frankenswine in Quella strana fattoria
- Dohko di Libra (giovane) in I Cavalieri dello zodiaco - Saint Seiya - Hades, I Cavalieri dello zodiaco - Saint Seiya: Soul of Gold
- Sutomo in Mimì e la nazionale di pallavolo
- Pegasus in Superkar
- Raven in Zoids
- Gilgamesh in Fate/stay night: Unlimited Blade Works
- Sonny in Ririka, SOS!
- Yū Nikaido in Shugo Chara - La magia del cuore
- Kama in Kilari
- Hirai in Detective Conan
- Reuben in Stitch!
- Go Saruwatari in Godannar
- Peter Coniglio da adulto ne Il mondo di Peter Coniglio e dei suoi amici
- Papyrus in Papyrus e i misteri del Nilo
- Pedro in Pokémon Diamante e Perla
- Oscar in Adrian
- Keith Black in Project Arms
- Roberto Hongo in Captain Tsubasa
- Fabian Cortez e Solarr in Insuperabili X-Men
- Demone delle mani in Demon Slayer[3]
- Bondold, il Signore dell'Aurora in Made in Abyss
- Key in Excel Saga
- Inasa Yoarashi ed Hekiji Tengai in My Hero Academia
- Sajin Komamura in Bleach
- Guevaru in Baki Hanma
- Go in Getter Robot - The Last Day
- Go Ichimonji in Shin Getter Robot contro Neo Getter Robot
- Tetsurō Kuroo in Haikyu!!
- Tadaomi Karasuma in Assassination Classroom
- Basil "Buzz" Nikvest in Parasite Dolls
- Malmvist, Neuronist Painkill e Torangealit in Overlord
- Leon Cromwell in That Time I Got Reincarnated as a Slime
- Toshiro Hijikata in Gintama (ep.50+)
- Jinpei Matsuda in Detective Conan
- Sorata Arisugawa in X
- Hyoga in Dr. Stone
- Osservatore in To Your Eternity
- Qian Jin in Link Click
- Wing in Hunter × Hunter (2^voce)
- Serpo in DanDaDan (ediz. Crunchyroll)

### Videogiochi
- Consigliere, Cavaliere, Scavatore, Tutti i Califfi (Scorpione, Sciacallo, Cammello, Avvoltoio, Insaziabile, Iena e Topo del deserto) e narratore in Stronghold Crusader[4]
- Alex Balder in Max Payne[5]
- Jack Morton in Chase the Express[6]
- James O'Flaherty in Koudelka
- Tatsumaru e Kimaira in Tenchu: Wrath of Heaven
- Frodo Baggins e Legolas in Il Signore degli Anelli: La Guerra dell'Anello
- Frodo e Legolas in Il Signore degli Anelli: La Compagnia dell'Anello
- Sergente Waters in Call of Duty
- Malachi in Requiem: Avenging Angel
- Pilota in Alone in the Dark: The New Nightmare[7]
- Willy e Mariola in Runaway: A Road Adventure
- Peter Pan in La rivincita dei Cattivi
- Soldato Bisenti e marines in Halo: Combat Evolved [8]
- Tomiko (voce contraffatta) in Aliens versus Predator 2[9]
- Ron "Pointer" Hertz in Chrome[10]
- Humvee in Command & Conquer: Generals[11]
- Ufficiale e Soldato Catturato in Commandos 2: Men of Courage[12]
- Dottor Marshall Cope, Jonathan Cooley e Speaker in Devil's Canyon[13]
- Marc Herra in Ground Control: Dark Conspiracy[14]
- Kevin Bletchley e Cedric Diggory in Harry Potter e la Coppa del Mondo di Quidditch[15]
- Nori in Lo Hobbit[16]
- Liberatus in Imperivm: Le grandi battaglie di Roma[17]
- Pavonius, Mario, Appio Claudio e Liberato in Imperivm: Le guerre puniche[18]
- Elliot in Boog & Elliot a caccia di amici[19]
- Superman in MultiVersus[20]

### Pubblicità televisive
- Speaker di Disney Channel, DS 4 (2021), Birra Nastro Azzurro, Disney+ (dal 2024) e molte altre.

### Pubblicità radiofoniche
- Speaker di Cibalgina 2 Fast, Media World ed altre.

### Trailer home video
- Disney Video 1999-2001, Mondo Home Entertainment 2002-2004